# Илинданска споменица
Илинданска споменица (мкд. Илинденска споменица) је одликовање Народне Републике Македоније. Основана је посебним законом Предсједништва Президија Народног собрања Народне Републике Македоније. Закон је ступио на снагу 19. јуна 1950. године, а потписали су га предсједник Предсједништва Президија Народног собрања НР Македоније Богоја Фотев и секретар Ристо Џунов. Споменица се у народу назива „Илинденка“. Додељена је 1951. године преживјелим "Илинданцима" поводом 50. годишњице Илинданског устанка.

## Критеријуми за додјелу
Илинданска споменица основана је "као знак народног признањаа нарочите личне заслуге за Македонију и македонски народ стечене у Илинданском устанку 1903. године, у националном револуционарном покрету и
у борби за ослобођење Македоније и македонског народа од турског ропства". У заслужне учеснике Илинданског устанка 1903. године убрајале су се:
- особе које су у национално-револуционарном покрету и борби за ослобођење македонскога народа дјеловале као организатори или руководиоци,
- особе које су у том покрету и у тој борби непосредно судјеловале као борци с оружјем у руци, у оружаним борбама с војском, полицијом, потјерама и другим наоружаним одредима које је организовао непријатељ

с циљем сузбијања и гушења покрета и борбе.
- особе које су према наредби организатора и руководиоца покрета и борбе обављале специјалне задатке и акције корисне за покрет и борбу.
- особе које су на други начин стекле личне заслуге за покрет и борбу или постигле лични успјех у покрету и борби за ослобођење македонскога народа.[2]

Право на Илинданску споменицу изгубиле су особе које су, према Закону о кривичном дјелу против народа и државе пресуђене судском пресудом. Носиоци Споменице имали су право на:
- лијечење на државни трошак у свим здравственим установама, топлицама и другим лијечилиштима у Народној Републици Македонији, било да њима управљају републички или локални државни органи или њихове установе и

привредна предузећа.
- бесплатан једномјесечни одмор годишње у свим љетовалиштима, зимовалиштима и сличним установама у Народној Републици Македонији, било да њима управљају републички или локални државни органи или њихове установе и

привредна предузећа.
- попуст од 50% од цијене пријевоза аутобусом и другим саобраћајним средствима која превозе путнике, било да су та средства под управом републичких или локалних предузећа за пријевоз путника.
- сахрану на државни трошак.[2]

Илинданску споменицу с дипломом додјељивао је Президијум Народног собрања Македоније. Президијум је сваком носиоцу Илинданске споменице издавао указ о одликовању, диплому и потврду која му је служила као доказ о праву на ношење Споменице и уживање припадајућих повластица. Президијум Народног собрања Македоније могао је одузети одликовање оному који се показао недостојним ношења Илинданске споменице. Право на ношење Илинданске споменице и право на кориштење повластица прописаних Законом није се могло пренијети на другу особу или наслиједити, као што је то случај с другим правима. Бесправно ношење Илинданске споменице кривично се кажњавало, као и бесправно ношење државних одликовања.

## Опис
Године 1951. донијет је и статут Илинданске споменице, којим су одређени облик, величина и начин израде Споменице. Илинданска споменица има облик четверокраке звијезде с канелираним зракама. На звијезду је причвршћен рељефни приказ: у средини борац Илинданског устанка наоружан дугим ножем који виси о пасу и с два реденика са муницијом. Један реденик пребачен му је с лијевог рамена на десни бок. док је други реденик о појасу. У десној подигнутој руци вијори му застава. Иза борца налазе се илиндански борци у борбеном строју, с пушкама у рукама. Ову композицију окружује ловоров вијенац у који су уклопљени споменута застава (горе) и ћирилићни натпис: ИЛИНДЕН 1903 (доле). Према статуту, средишњи лик борца и натпис требали су бити израђени од чистога сребра, а позадина с приказом илинданских бораца од посребреног никла. Звијезда је требала бити израђена од никла и позлаћена, промјера 60 милиметара. Коначни производ разликује се од производа прописаног статутом. Наиме, ловоров вијенац с натписом, средишњи лик борца и борци у позадини израђени су у једном комаду, па је онда комбинација сребра и посребреног никла неизведива. Зато је читава Споменица израђена од сребра, а лице звијезде је још и позлаћено. Илинданска споменица носила се без траке, причвршћена на лијеву страну груди. односно на средини горњег лијевог џепа. Споменица се могла носити и свакодневно. Статутом је прописано да након смрти носитеља Споменица остаје његовој породици, која нема право ношења или отуђивања. Преживјелим учесницимаИлинданског устанка 1903. године подијељено је око 2.500 Споменица. Илинданску споменицу производила је ковница ИКОМ у Загребу.